# 마르타 아르헤리치

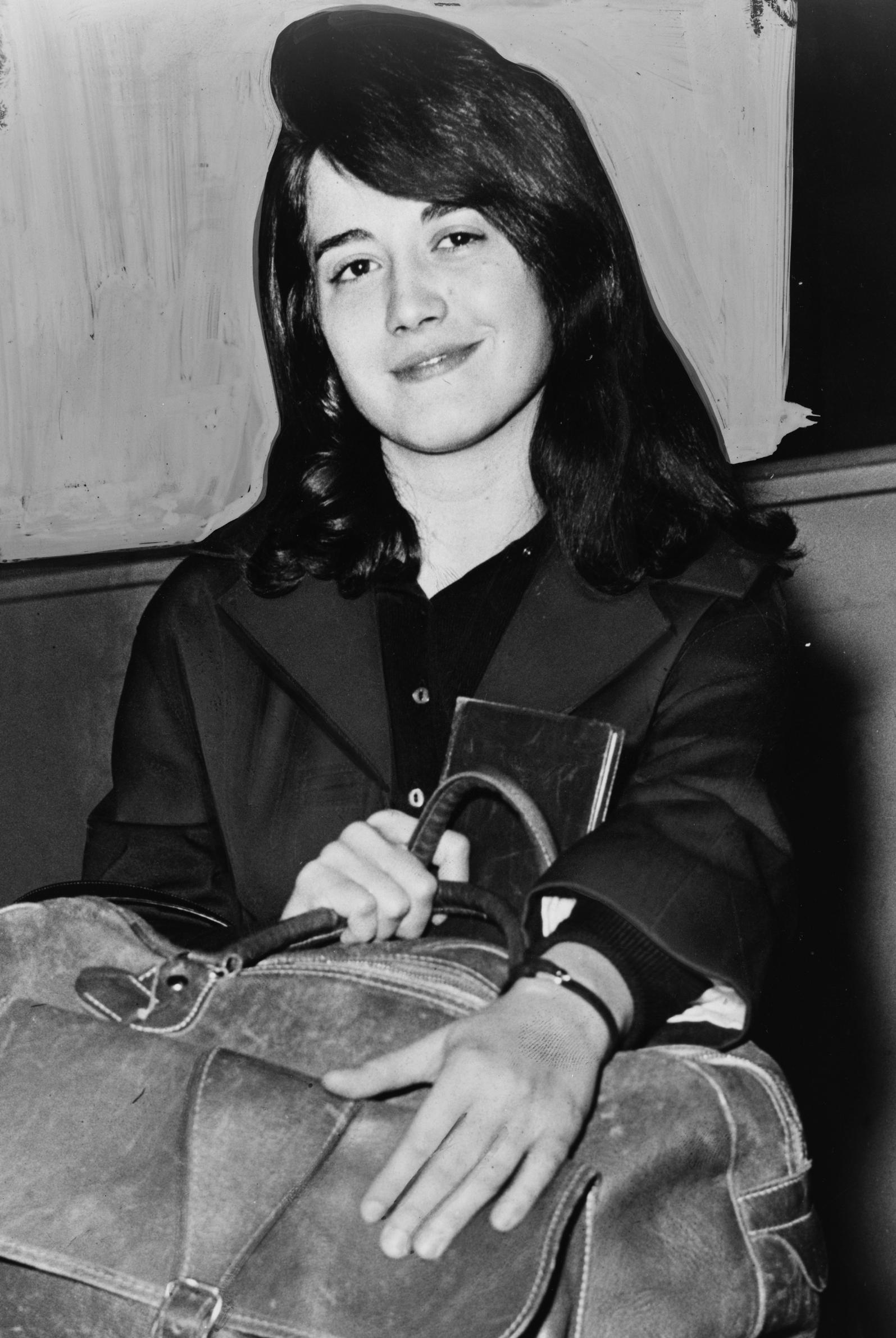
마르타 아르헤리치

마르타 아르헤리치(스페인어: Martha Argerich, 1941년 6월 5일 ~ )는 아르헨티나 부에노스 아이레스 출신의 피아노 연주자이다. 뛰어난 음악성과 테크닉으로 독보적인 위치를 구축하였으며, 오늘날 위대한 연주자들 중의 한명으로 널리 알려져 있다.

## 생애 및 경력
아르헤리치는 세 살 때부터 피아노를 연주하기 시작했다. 스카라무차에게 배우면서 음악의 깊이를 더하기 시작하였고 모차르트 협주곡 20번을 연주하면서 데뷔했다.
1955년에는 오스트리아로 가족과 이사해 프리드리히 굴다를 사사하였고 그 후에는 아르투로 베네데티 미켈란젤리와 스테판 아쉬케나제에게서도 배웠다. 열 여섯 살이 되던 1957년에 아르헤리치는 3주간 제네바 국제 콩쿠르와 페루치오 부조니 국제 콩쿠르에서 동시에 우승하는 기록을 세웠다. 스무살 때, 연주 경력의 위기를 겪던 그녀는 페루치오 부조니 국제 콩쿠르에서 만났던 아르투로 베네데티 미켈란젤리를 찾아가 배운다.
아르헤리치는 바르샤바에서 1965년에 열린 제7회 쇼팽 국제 피아노 콩쿠르에서 우승하였다. 당시 그녀의 연주에는 대담한 해석을 보여주었던 프레데리크 쇼팽의 연습곡 C 장조(Op. 10, No. 1)가 있다. 이듬해 링컨 센터의 위대한 연주가 시리즈를 이용해 미합중국에도 데뷔한다
그 해 아르헤리치는 첫 번째 녹음하는데 쇼팽, 브람스, 라벨, 프로코피예프의 곡이 포함되었다. 몇 년 뒤 그녀는 쇼팽의 소나타 3번, 폴로네이즈 A flat 장조, Op. 53 등의 곡을 녹음하였다. 아르헤리치의 기교는 블라디미르 호로비츠와 비견될 정도로 당대에 높은 수준으로 인정받는다. 실제로, 프로코피예프의 토카타와 리스트의 헝가리 광시곡 6번과 같은 그녀의 초기(열아홉 살 당시) 콩쿠르 연주곡들의 녹음은 해당 작품의 표준이 되는 연주로 인정받는다. 일부 비평가들에게 강약법과 템포가 과장됐다고 비판받지만, 아르헤리치의 연주는 열정 있고 독특한 음색이 특징이다.
아르헤리치는 인터뷰에서 솔로로 연주할 때면 무대에서 '외로움'을 느낀다고 종종 밝혔다. 1980년대 그 후로 그녀는 솔로 연주보다는 피아노 협주곡, 실내악곡 주로 연주하며, 라흐마니노프와 메시앙, 프로코피예프 같은 20세기 서양 고전음악 작곡가들의 작품도 녹음했다. 라흐마니노프의 피아노 협주곡 3번과 차이콥스키의 피아노 협주곡 1번이 함께 실려 있는 음반이 유명하다.
로버트 첸과의 첫 번째 혼인하고서 1969년부터 1973년까지 지휘자인 샤를 뒤트와와 두 번째 혼인했으며, 피아노 연주가인 스티븐 코바세비치가 아르헤리치의 세 번째 남편이다.
아르헤리치는 매년 페스티발을 열어 젊은 피아노 연주자들을 발굴과 훈육에 일조하며, 중요한 콩쿠르의 심사위원으로서도 자주 참여한다. 1980년의 쇼팽 국제 피아노 콩쿠르에서, 세 번째 라운드에서 크로아티아 출신으로서 피아노를 연주한 이보 포고렐리치가 탈락하자 아르헤리치가 항의하는 차원에서 심사위원을 사퇴하자 대중의 이목이 포고렐리치에게 집중된 적이 있다.

## 수상 경력
- 그래미 상 최고 솔로 연주 부문 (오케스트라 협연):

클라우디오 아바도 (지휘), 마르타 아르헤리치 (피아노 솔로), 말러 체임버 오케스트라 - 《베토벤: 피아노 협주곡 2번 및 3번》 (2006년)
- 그래미 상 최고 실내악 연주 부문:

마르타 아르헤리치, 미하일 플레트네프 - 《프로코피예프(플레트네프 편곡): 두 대의 피아노를 위한 〈신데렐라〉 모음곡》, 《모리스 라벨: 어미 거위》 (2005년)
- 그래미 상 최고 솔로 연주 부문 (오케스트라 협연)

샤를 뒤투아 (지휘), 마르타 아르헤리치 (피아노 솔로), 몬트리얼 심포니 오케스트라 - 《프로코피예프: 피아노 협주곡 1번 및 피아노 협주곡 3번》/《버르토크: 피아노 협주곡 3번》 (2000년)
- 쇼팽 국제 피아노 콩쿠르

우승 - 1위 (1965년)